# Straight to DVD II: Past, Present and Future Hearts
Straight to DVD II: Past, Present and Future Hearts è il secondo album dal vivo del gruppo musicale statunitense All Time Low, pubblicato il 9 settembre 2016 dalla Hopeless Records. Il concerto è stato filmato il 20 marzo 2015 alla Wembley Arena.

## Tracce
Concerto alla Wembley Arena (CD 1)
1. Intro – 1:34
2. A Love Like War – 3:38
3. Lost in Stereo – 3:39
4. Heroes – 3:52
5. Somewhere in Neverland – 4:00
6. The Irony of Choking on a Lifesaver – 4:25
7. Weightless – 3:52
8. Remembering Sunday (feat. Cassadee Pope) – 5:01
9. Therapy – 4:16
10. Kids in the Dark – 3:41
11. Guts – 3:22
12. Outlines (feat. Josh Franceschi) – 3:40
13. Damned if I Do Ya (Damned if I Don't) – 3:10
14. Forget About It – 2:56
15. Backseat Serenade – 5:11
16. Time Bomb – 4:04
17. Something's Gotta Give – 3:18
18. The Reckless and the Brave – 3:20
19. Dear Maria, Count Me In – 5:05
20. Take Cover – 3:30
21. Caroline (B-Side) – 3:05

Concerto alla Wembley Arena (CD 2, edizione deluxe)
1. Six Feet Under The Stars
2. Stella
3. Jasey Rae
4. Take Cover – 3:30
5. Caroline (B-Side) – 3:05

Edizione deluxe digitale di Future Hearts
1. Satellite – 2:24
2. Kicking & Screaming – 3:26
3. Something's Gotta Give – 3:09
4. Kids in the Dark – 3:26
5. Runaways – 3:34
6. Missing You – 4:04
7. Cinderblock Garden – 3:35
8. Tidal Waves (feat. Mark Hoppus) – 4:09
9. Don't You Go – 3:05
10. Bail Me Out (feat. Joel Madden) – 3:32
11. Dancing With a Wolf – 3:39
12. The Edge of Tonight – 3:51
13. Old Scars/Future Hearts – 3:26
14. Bottle and a Beat – 3:40
15. Your Bed – 3:40
16. Cinderblock Garden (acustica) – 3:47

## Il disco
L'edizione standard (CD+DVD) include:
- documentario Past, Present, and Future Hearts
- concerto alla Wembley Arena (1 CD)
- edizione deluxe digitale di Future Hearts
- scene tagliate

L'edizione deluxe (doppio CD+DVD) include:
- documentario Past, Present, and Future Hearts
- concerto alla Wembley Arena (2 CD)
- edizione deluxe digitale di Future Hearts
- scene tagliate

## Formazione
All Time Low
- Jack Barakat – chitarra, cori
- Alex Gaskarth – voce, chitarra solista
- Rian Dawson – batteria
- Zack Merrick – basso, cori

Musicisti aggiuntivi
- Bryan Donahue – chitarra, cori

Crew del live
- Brian Southall – manager del tour
- Steve Hussein – assistente al manager del tour
- Daniel Nickleski – supervisore della produzione, tecnico del monitor
- Phil Gornell – tecnico della hall
- Jeff Maker – designer delle luci
- Kyle Arndt – tecnico delle chitarre
- Alan Fraser – tecnico delle chitarre
- Alex Grieco – tecnico della batteria
- Adam Elmakias – fotografo